# Nightmare Ned
Nightmare Ned è una serie animata statunitense creata da Terry Shakespeare, G. Sue Shakespeare per la Walt Disney Television Animation e David Molina per la Creative Capers Entertainment. La serie è stata cancellata dopo solo 12 episodi a causa di difficoltà di produzione, a differenza della maggior parte delle serie animate Disney, le repliche non sono mai state trasmesse su Disney Channel o Toon Disney e la serie non è mai stata commercializzata in Home video, a partire da giugno 2019 tutti gli episodi sono stati caricati su YouTube.
In Italia la serie è rimasta inedita.

## Trama
Ned è un bambino di 10 anni che affronta i suoi problemi quotidiani attraverso incubi oscuri e bizzarri.

## Episodi
| nº | Titolo inglese                | Titolo italiano | Prima TV USA   | Prima TV Italia |
| -- | ----------------------------- | --------------- | -------------- | --------------- |
| 1  | Ned's Life as a Dog           |                 | 19 aprile 1997 |                 |
| 1  | A Doll's House                |                 | 19 aprile 1997 |                 |
| 2  | Robot Ned                     |                 | 26 aprile 1997 |                 |
| 2  | Dapper Dan                    |                 | 26 aprile 1997 |                 |
| 3  | Monster Ned                   |                 | 3 maggio 1997  |                 |
| 3  | Ants                          |                 | 3 maggio 1997  |                 |
| 4  | Magic Bus                     |                 | 10 maggio 1997 |                 |
| 4  | Until Undeath Do Us Part      |                 | 10 maggio 1997 |                 |
| 5  | Headless Lester               |                 | 17 maggio 1997 |                 |
| 5  | My, How You've Grown          |                 | 17 maggio 1997 |                 |
| 6  | Tooth or Consequences         |                 | 24 maggio 1997 |                 |
| 6  | Show Me the Infidel           |                 | 24 maggio 1997 |                 |
| 7  | Willie Trout                  |                 | 31 maggio 1997 |                 |
| 7  | House of Games                |                 | 31 maggio 1997 |                 |
| 8  | Girl Trouble                  |                 | 7 giugno 1997  |                 |
| 8  | Canadian Bacon                |                 | 7 giugno 1997  |                 |
| 9  | Abduction                     |                 | 14 giugno 1997 |                 |
| 9  | Bad Report Card               |                 | 14 giugno 1997 |                 |
| 10 | Testing... Testing...         |                 | 21 giugno 1997 |                 |
| 10 | The Accordion Lesson          |                 | 21 giugno 1997 |                 |
| 11 | Along for the Ride            |                 | 28 giugno 1997 |                 |
| 11 | Steamed Vegetables            |                 | 28 giugno 1997 |                 |
| 12 | Lucky Abe (One Cent Ned)      |                 | 9 agosto 1997  |                 |
| 12 | The Dentist                   |                 | 9 agosto 1997  |                 |
| 12 | The Ballad of Vernon & Conrad |                 | 9 agosto 1997  |                 |

## Personaggi
- Ned Needlemeyer: il protagonista della serie. Doppiato da: Courtland Mead
- Ed Needlemeyer: il padre di Ned. Doppiato da: Brad Garrett
- Mrs. Needlemeyer: la madre di Ned. Doppiato da: Victoria Jackson
- Amy Needlemeyer: la sorellina di Ned.
- Conrad e Vernon: due bulli che costantemente prendono in giro Ned. Doppiato da: Jeff Bennett (Conrad) e Rob Paulsen (Vernon)
- Mrs. Bundt: insegnante di Ned. Doppiato da: Tress MacNeille
- Joanie: una ragazza della scuola che ha una cotta per Ned.

## Videogioco
Un gioco per computer con lo stesso nome è stato sviluppato e rilasciato dopo la serie durante lo stesso anno. Sviluppato da Creative Capers Entertainment e Window Painters Ltd. e pubblicato da Disney Interactive Studios, il gioco è stato il primo ad essere rilascio dalla Disney Interactive da uno sviluppatore subappaltato. Il gioco ha come protagonista Ned che viaggia attraverso cinque portali diversi e in mondi da incubo: The Graveyard, The Alcatraz Elementary School, The Medical Nightmare, The Attic, Basement and Beyond e The Bathroom. Il gioco è stato anche pubblicato in Russia con il titolo Один дома: Ночные кошмарики (Odin doma: Nochnye koshmariki in russo che tradotto in inglese diventa Alone at Home: Nightly Nightmares).
Voci dei personaggi del gioco
- Harry Anderson: nel ruolo di Graveyard Shadow/Grampa Ted Needlemeyer
- Jeff Cesario: nel ruolo di School Shadow/Billy Blatfield
- Steve Coon
- Jill Fischer: nel ruolo di Attic, Basement and Beyond Shadow/Sally
- Edie McClurg: nel ruolo del Storytelling Dragon
- Alexandra Wentworth: nel ruolo di Medical Shadow/Dr. Klutzchnik
- Kyle Kozloff